# Le Chant du renne
Reindeer(s) Are Better Than People
Pistes de La Reine des neiges
Libérée, délivrée En été
Pistes de Frozen
Let It Go In Summer
Le Chant du renne (Reindeer(s) Are Better Than People) est une chanson tirée du film d'animation La Reine des neiges. La chanson est interprétée dans la version originale par Jonathan Groff. Les paroles ont été écrites par Kristen Anderson-Lopez et la musique composée par Robert Lopez. La chanson est interprétée, dans le film, par Kristoff Bjorgman.

## Résumé
La scène où Kristoff interprète cette chanson est celle suivant son expulsion du magazin Chez Oaken Commerce. Kristoff voulait y acheter un pic à glace, une corde et des carottes pour Sven, son renne de compagnie. Malheureusement, Oaken demande à Kristoff le quadruple de ce qu'il peut payer. Agacé, Kristoff qualifie le vendeur d'« escroc », ce qui lui vaut d'être expulsé du magazin. Kristoff et Sven s'apprêtent donc à passer la nuit dans une grange, près de la boutique.
Le Chant du renne illustre la complicité unissant Kristoff et son renne. La chanson en elle-même traite de la société de façon comique, assurant tout d'abord que « les rennes sont meilleurs que les Hommes » (en version originale, reindeer(s) are better than people), puis nuançant le propos en rappelant que « les hommes sentent moins mauvais que les rennes » (en version originale, people smell better than reindeer(s)).
La chanson est entrecoupée par deux paires de vers où Kristoff se met dans la peau de Sven et adopte son point de vue, ce dernier semblant aquiescer. Il est affirmé par ce biais que les deux assertions précitées s'appliquent à tous les Hommes, à l'exception de Kristoff.